# 特罗利卢瓦尔
特罗利卢瓦尔（法語：Trosly-Loire，法語發音：[tʁoli lwaʁ]）是法国上法蘭西大區埃纳省的一个市镇，属于拉昂区。该市镇2009年时的人口为613人。

## 人口
特罗利卢瓦尔人口变化图示
| 数据来源：INSEE |